# Конфор
Конфо́р (фр. Confort) — муніципалітет у Франції, у регіоні Овернь-Рона-Альпи, департамент Ен. Населення — 685 осіб (01.01.2021).
Муніципалітет розташований на відстані близько 400 км на південний схід від Парижа, 90 км на північний схід від Ліона, 50 км на схід від Бург-ан-Бресса.

## Історія
До 2015 року муніципалітет перебував у складі регіону Рона-Альпи. Від 1 січня 2016 року належить до нового об'єднаного регіону Овернь-Рона-Альпи.

## Демографія
Динаміка населення (INSEE і Cassini ):

## Економіка
2010 року серед 301 особи працездатного віку (15—64 років) 234 були активними, 67 — неактивними (показник активності 77,7%, у 1999 році було 76,2%). З 234 активних мешканців працювало 211 осіб (112 чоловіків та 99 жінок), безробітними було 23 (10 чоловіків та 13 жінок). Серед 67 неактивних 12 осіб було учнями чи студентами, 38 — пенсіонерами, 17 були неактивними з інших причин.